# 第14機械化旅 (烏克蘭)
第14機械化旅“羅曼大帝”（烏克蘭語：14-та окрема механізована бригада імені князя Романа Великого，羅馬化：14-ta okrema mekhan izovana bryhada imeni kniazia Romana Velykoho， 縮寫為 ，14 OMBr）是烏克蘭陸軍的作戰單位。第14機械化旅成立於2014年12月，被部署在沃洛德米尔，是西方作戰指揮部的其中一支部隊。 由於2022年俄羅斯入侵烏克蘭，該旅最近持續地參與烏克蘭東部的戰鬥。

## 歷史
第 14 機械化旅於2014年12月1日在烏克蘭沃洛德米尔成立，由亞歷山大·扎昆 (Oleksandr Zhakun)上校指揮。 該旅由第51機械化旅和新兵組成。 第 14 機械化旅一個砲兵營、一個坦克營(裝備有利沃夫坦克工廠的新型坦克)、一個反坦克連和一個修理營。隨後，第1國土防衛營“沃林”加入，名為第99機械化營。 在2015年6月，該旅被派去保衛頓巴斯地區的克拉斯諾霍里夫卡和馬林卡。 在2017年7月，第 14 機械化旅參加了盧甘斯克地區的軍演(首次使用UR-77 「隕石」 排雷車)。 2019年10月14日，該旅被授予十二世紀諾夫哥羅德、加利奇和沃林的統治者的榮譽稱號“羅曼大帝”。
此外，第14機械化旅參與了俄烏戰爭的多場戰鬥。 在2022年3月8日，第14機械化旅的坦克兵在馬卡里夫戰役中摧毀了六輛俄軍坦克，但陣亡了三名士兵。 在2022年4月13日，該旅開始使用拜拉克塔尔TB2，並搭配122毫米21聯排反應火力系統向俄軍開火。 後來，烏克蘭總統弗拉基米爾·澤倫斯基表揚第14機械化旅對哈爾科夫反攻的貢獻，這次行動使烏克蘭收復了俄烏邊境附近的庫皮揚斯克以及大布爾盧克和沃夫昌斯克等城市。 在是次行動中，第14機械化旅參與組織了一次包夾攻勢，成功收復頓內次河沿岸的尼利察 (Hnylytsa)和斯科羅霍多韋。

### 榮譽稱號
在2023年5月5日，弗拉基米爾·澤倫斯基總統授予第14机械化旅"勇氣和勇敢"榮譽勳章，以表彰他們在戰爭中的英勇表現。

## 結構
截至2023年，第14机械化旅的結構如下：
- 第14機械化旅
  - 本部連
  - 坦克營
  - 第1摩托化營
  - 第1機械化營
  - 第2機械化營
  - 第3機械化營
  - 砲兵群
  - 偵察連
  - 防空連
  - 支援連